# Pterolophia colasi
Pterolophia colasi là một loài bọ cánh cứng trong họ Cerambycidae.